# Nosy Iranja
Nosy Iranja è una piccola isola del Madagascar, situata nei pressi della costa nord-occidentale dell'isola, al largo della penisola di Ampasindava, a circa un'ora di navigazione da Nosy Be.
È formata da due isole (una più grande, Nosy Iranja Be e una più piccola, Nosy Iranja Kely) collegate tra loro da un banco di sabbia lungo 2 km, che affiora solo durante la bassa marea.

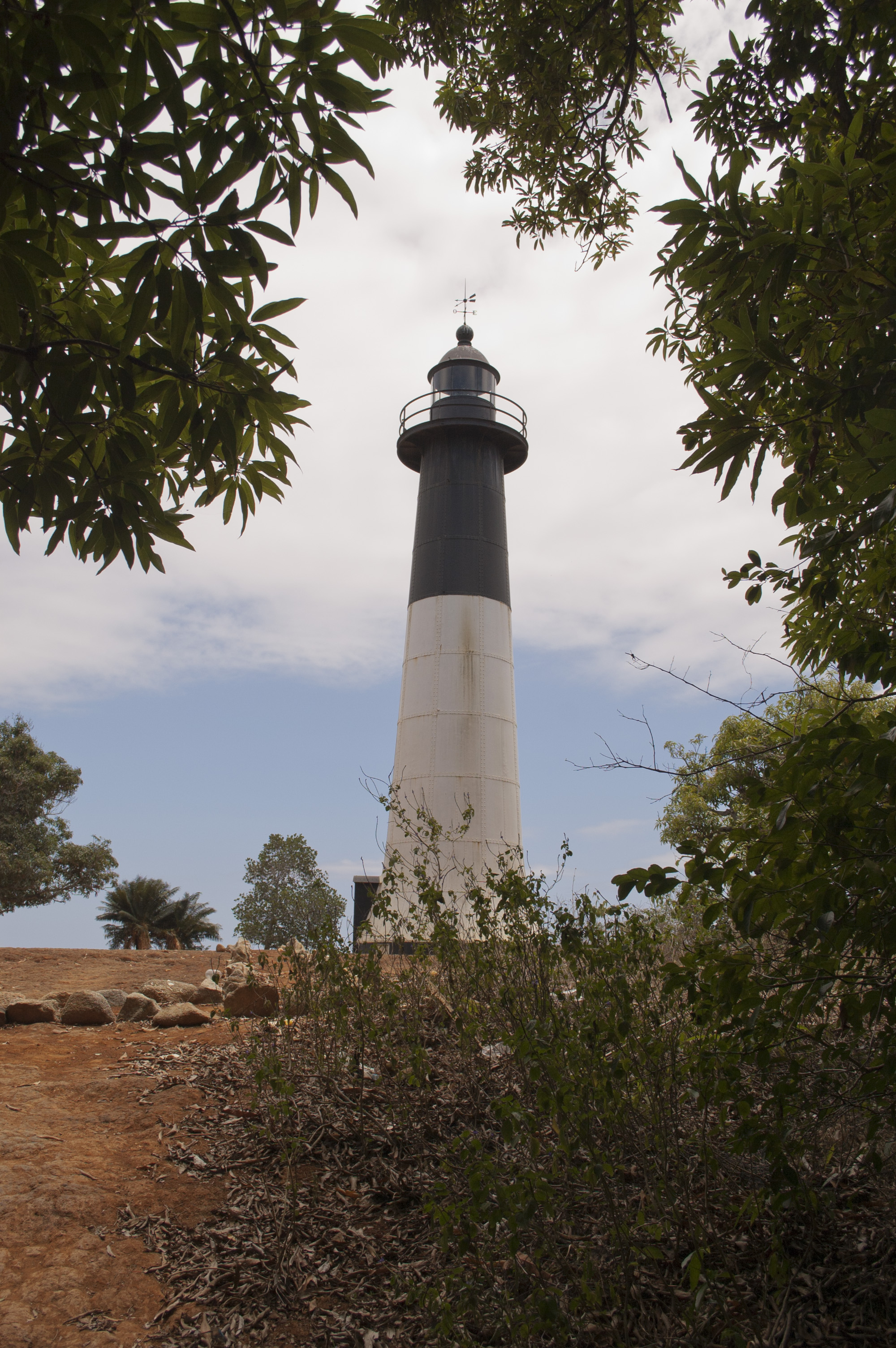
Il faro

Sulla parte più alta dell'isola maggiore sorge un faro, progettato dall'ingegnere francese Gustave Eiffel, edificato nel 1909 durante il periodo coloniale.
Le spiagge dell'isola sono un importante sito di riproduzione della tartaruga embricata (Eretmochelys imbricata).